# 浙江大酒店
浙江大酒店(Zhejiang Grand Hotel)位于杭州市延安路西侧595号，武林广场南侧，1999年12月开业，它是浙江交通集团旗下的四星级涉外酒店。酒店毗邻国大城市广场、银泰百货（武林店）。

## 简介
酒店高29层，拥有276间客房。2011年6月按國際五星級標準完成改造升級，2012年7月1日起由浙江君瀾世貿酒店管理有限公司管理，君瀾是由君亭酒店集團旗下的高端酒店品牌。

## 交通
可乘杭州地铁1号线至武林广场站E口到达。